# Liste der denkmalgeschützten Objekte in Leopoldschlag
Die Liste der denkmalgeschützten Objekte in Leopoldschlag enthält die 14 denkmalgeschützten, unbeweglichen Objekte in Leopoldschlag.

## Denkmäler
| Foto |                 | Denkmal                                                                                                 | Standort                                           | Beschreibung | Metadaten |
| ---- | --------------- | --- | -------------------------------------------------- | --- | --- |
| ja   | Datei hochladen | Wachthaus 23 der Pferdeeisenbahn Linz-Budweis HERIS-ID: 20115 Objekt-ID: 16415                          | Dorf Leopoldschlag 52 Standort KG: Hiltschen       | Um 1830 erbaut mit Schopfwalmdach und Putzfaschengliederung. Zurzeit baufällig und nicht bewohnt. | BDA-Hist.: Q37850068 Status: Bescheid Stand der BDA-Liste: 2025-06-30 Name: Wachthaus 23 der Pferdeeisenbahn Linz-Budweis GstNr.: .85/3                                                                                       |
| ja   | Datei hochladen | Kleine Edlbrucker Brücke HERIS-ID: 20110 Objekt-ID: 16410                                               | Edlbruck Standort KG: Hiltschen                    | Erbaut zwischen 1825 und 1829 von Franz Anton von Gerstner als Teil der Nordrampe der Pferdeeisenbahn. Die kleine Brücke ist 13 Meter hoch; sie liegt unmittelbar östlich von der Straße zwischen Edlbruck und Eisenhut.                                         | BDA-Hist.: Q37850026 Status: Bescheid Stand der BDA-Liste: 2025-06-30 Name: Kleine Edlbrucker Brücke GstNr.: 928, 1601 |
| ja   | Datei hochladen | Große Edlbrucker Brücke HERIS-ID: 37732 Objekt-ID: 36957                                                | Edlbruck Standort KG: Hiltschen                    | Erbaut zwischen 1825 und 1829 von Franz Anton von Gerstner als Teil der Nordrampe der Pferdeeisenbahn. Die große Brücke ist 18 Meter hoch und war zur Erbauungszeit die höchste Eisenbahnbrücke der Welt. Im Wald schwer auffindbar.                             | BDA-Hist.: Q37977079 Status: Bescheid Stand der BDA-Liste: 2025-06-30 Name: Große Edlbrucker Brücke GstNr.: 1568 |
| ja   | Datei hochladen | Wachthaus 24 der Pferdeeisenbahn Linz-Budweis HERIS-ID: 110672 Objekt-ID: 128388                        | Pramhöf 5 Standort KG: Hiltschen                   | Um 1830 erbaut mit Schopfwalmdach und Putzfaschengliederung. | BDA-Hist.: Q37820087 Status: Bescheid Stand der BDA-Liste: 2025-06-30 Name: Wachthaus 24 der Pferdeeisenbahn Linz-Budweis GstNr.: .123/3, 1859/3                                                                              |
| ja   | Datei hochladen | Bildstock, Pestsäule HERIS-ID: 20111 Objekt-ID: 16411                                                   | bei Stiegersdorf 3 Standort KG: Hiltschen          | Pestsäule mit der Jahreszahl 1728 bezeichnet. | BDA-Hist.: Q37850040 Status: § 2a Stand der BDA-Liste: 2025-06-30 Name: Bildstock, Pestsäule GstNr.: 2438/1 |
| ja   | Datei hochladen | Pferdeeisenbahn, Brücken und Bahndämme, Überreste und Teilabschnitte HERIS-ID: 102332 Objekt-ID: 118724 | Standort KG: Hiltschen                             | Erhaltene Teile der Nordrampe der Pferdeeisenbahn, die durch das Gemeindegebiet verlief. Die Abschnitte zwischen den Edlbrucker Brücken und der Bundesstraße sind durch einen Wanderweg verbunden.                                                               | BDA-Hist.: Q37790378 Status: Bescheid Stand der BDA-Liste: 2025-06-30 Name: Pferdeeisenbahn, Brücken und Bahndämme, Überreste und Teilabschnitte GstNr.: 555/1, 1744/1, 590, 592, 593/2, 602, 578, 858, 546, 567, 1614, 588/1 |
| ja   | Datei hochladen | Hafnerhäusl HERIS-ID: 20123 Objekt-ID: 16423                                                            | Hafnerstraße 5 Standort KG: Leopoldschlag          | Ehemalige Hafnerei. Ein eingeschoßiges Handwerkerhaus mit Schopfwalmdach, das heute ein Töpfereimuseum ist. | BDA-Hist.: Q37850122 Status: § 2a Stand der BDA-Liste: 2025-06-30 Name: Hafnerhäusl GstNr.: 312 |
| ja   | Datei hochladen | Gewerkenhaus und Pferdestall, Rößlhammer HERIS-ID: 20114 Objekt-ID: 16414                               | Hammern 3 Standort KG: Leopoldschlag               | Ehemaliger Sensenhammer der 1565 urkundlich erwähnt wurde. Ein zweigeschoßiges Haus mit Fassade aus dem 18. Jahrhundert und Wandmalerei. | BDA-Hist.: Q37850056 Status: Bescheid Stand der BDA-Liste: 2025-06-30 Name: Gewerkenhaus und Pferdestall, Rößlhammer GstNr.: .156/3                                                                                           |
| ja   | Datei hochladen | Kath. Pfarrkirche hl. Georg HERIS-ID: 20127 Objekt-ID: 16427                                            | Kirchenplatz Standort KG: Leopoldschlag            | Eine zweischiffige und dreijochige Kirche aus dem Ende des 15. Jahrhunderts. Im Inneren ein Netzrippengewölbe und ein zweijochiger Chor. Weiters befinden sich einige Heiligenfiguren und zwei Seitenaltäre in der Kirche. Der Kirchturm steht an der Nordseite. | BDA-Hist.: Q37850145 Status: § 2a Stand der BDA-Liste: 2025-06-30 Name: Kath. Pfarrkirche hl. Georg GstNr.: .70 Pfarrkirche Leopoldschlag (Oberösterreich)                                                                    |
| ja   | Datei hochladen | Pfarrhof HERIS-ID: 20126 Objekt-ID: 16426                                                               | Kirchenplatz 1 Standort KG: Leopoldschlag          | Ein zweigeschoßiges Gebäude Ende des 17. Jahrhunderts erbaut. Im Obergeschoß mit Wandmalerei und Holzdecken mit Rüstbaum. | BDA-Hist.: Q37850135 Status: § 2a Stand der BDA-Liste: 2025-06-30 Name: Pfarrhof GstNr.: .75 |
| ja   | Datei hochladen | Pranger HERIS-ID: 20129 Objekt-ID: 16429                                                                | Marktplatz 4, bei Standort KG: Leopoldschlag       | Anfang 17. Jahrhundert erbaut. Seitliche Seiten mit Halbkugeln und Abschluss mit Eisendorn. | BDA-Hist.: Q37850162 Status: § 2a Stand der BDA-Liste: 2025-06-30 Name: Pranger GstNr.: 1551 Pranger, Leopoldschlag |
| ja   | Datei hochladen | Brunnen HERIS-ID: 20130 Objekt-ID: 16430                                                                | Marktplatz 4, gegenüber Standort KG: Leopoldschlag | achteckiger Brunnen erbaut aus Granitblöcken um 1731, Brunnenständer mit Steinzapfen. | BDA-Hist.: Q37850196 Status: § 2a Stand der BDA-Liste: 2025-06-30 Name: Brunnen GstNr.: 1551 Marktbrunnen, Leopoldschlag |
| ja   | Datei hochladen | Nepomuk-Säule HERIS-ID: 20118 Objekt-ID: 16418                                                          | Marktplatz 2, gegenüber Standort KG: Leopoldschlag | Heiligenfiguren auf dreiseitigem Obelisk mit Wolken. Neben dem hl. Nepomuk befinden sich noch die Heiligen Donatus, Florian und Sebastian auf dem Sockel. | BDA-Hist.: Q37850079 Status: § 2a Stand der BDA-Liste: 2025-06-30 Name: Nepomuk-Säule GstNr.: 1551 Nepomuk-Säule, Leopoldschlag                                                                                               |
| ja   | Datei hochladen | Bürgerhaus HERIS-ID: 20122 Objekt-ID: 16422                                                             | Marktplatz 32 Standort KG: Leopoldschlag           | Ein zweigeschoßiger Vierseithof mit der Jahreszahl 1801. Im Inneren finden sich Platzl- und Tonnengewölbe. | BDA-Hist.: Q37850106 Status: Bescheid Stand der BDA-Liste: 2025-06-30 Name: Bürgerhaus GstNr.: .38 Marktplatz 32, Leopoldschlag                                                                                               |